# SK에너지
SK에너지(영어: SK energy)는 SK이노베이션의 정유사업을 담당하는 자회사이다.

## 역사
2007년 7월 3일 SK그룹의 지주회사인 SK주식회사로부터 사업회사인 SK에너지가 분할되었다. 2008년 SK인천정유를 흡수합병하였다. 2010년 2월 27일 키자니아 서울 내 '주유소' 체험관을 열었다. 2010년 10월 26일 개최된 이사회의 결과 SK에너지에서 SK이노베이션으로 사명을 변경하여 존속법인이 되었으며, SK에너지, SK종합화학, SK루브리컨츠 등을 자회사로 하는 물적분할을 하였으며, SK이노베이션은 사업지주회사가 되었다. 분할에 대비하여 기존의 SK에너지는 사내에 CIC 체제를 도입하여 탄력적인 대응에 나섰으며 각 CIC를 바탕으로 사업자회사가 형성되었는데 SK에너지는 기존의 CIC 체제에서 refinery and marketing CIC를 기초로 하여 설립된 자회사이다. 또한 SK에너지는 2013년 인천컴플렉스와 무역 사업부문을 분할하여 SK인천석유화학, SK트레이딩인터내셔널을 출범시켰다. 또한 2012년에 270억 달러의 수출을 달성하여 삼성전자에 이어 국내 2위의 수출기업의 공로를 인정받아 200억 달러 수출탑을 수상하였다.

## 지배구조
SK에너지는 이사회의 사외이사 비율이 70%로서 사외이사만으로도 특별결의요건을 충족할 수 있어 이사회의 독립성이 확보되어 있다. 또한 이사회 운영절차 정립 이사회 정례화를 통해 이사회 운영의 효율성을 높였다. 이러한 지배구조의 개선에 힘입어 2009년 한국거래소, 기업지배구조센터가 공동으로 주관하는 "2009 지배구조 우수기업 시상식"에서 "지배구조 최우수기업"으로 선정되었다.

## 사업장
- 본사 : 서울특별시 종로구 종로 26 SK빌딩
- 울산CLX : 울산광역시 남구 신여천로 2

## 제품
- 엔크린솔룩스
- 휘발유
- 경유
- LPG
- 등유
- 엔크린 보너스카드
- 에코닉스